# Friedrich Herrlein

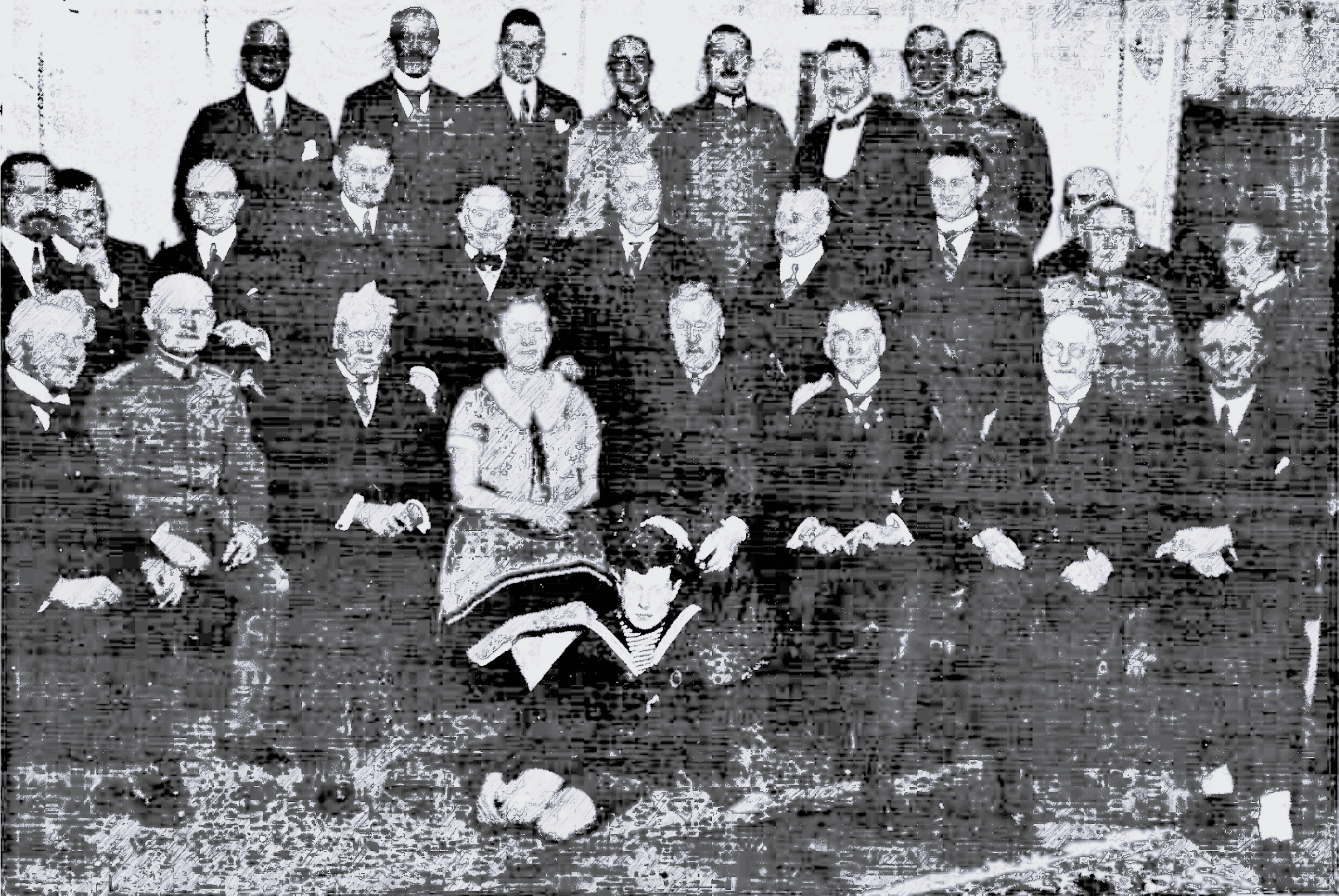
Recepção de Eckener em Lübeck em 1925. Linha superior à direita

Friedrich Herrlein (27 de abril de 1889 - 28 de julho de 1974) foi um oficial alemão que serviu no Deutsches Heer durante a Segunda Guerra Mundial. Foi condecorado com a Cruz de Cavaleiro da Cruz de Ferro.

## Condecorações
| Nome                                                                | Data                    |
| ------------------------------------------------------------------- | ----------------------- |
| Cruz de Ferro (1914) 2ª Classe                                      |                         |
| Cruz de Ferro (1914) 1ª Classe                                      |                         |
| Distintivo de Feridos (1914) em Preto                               |                         |
| Cruz Hanseática de Hamburgo                                         |                         |
| Cruz de Cavaleiro da Ordem da Casa Real de Hohenzollern com Espadas | 26 de fevereiro de 1917 |
| Cruz de Honra da Guerra Mundial 1914/1918                           |                         |
| Cruz de Ferro (1939) 2ª Classe                                      |                         |
| Cruz de Ferro (1939) 1ª Classe                                      |                         |
| Cruz de Cavaleiro da Cruz de Ferro                                  | 22 de agosto de 1941    |